# Kurt Orban
Kurt Orban (6. kolovoza 1916. – 8. veljače 2006.) je bivši američki hokejaš na travi i hokejaški trener sa Staten Islanda. Igrao je na mjestu napadača.
Sudjelovao je na hokejaškom turniru na OI 1948. u Londonu, igrajući za reprezentaciju SAD-a. SAD su izgubile sve 3 utakmice u prvom krugu, u skupini "B". Zauzele su od 5. – 13. mjesta. Orban je odigrao tri susreta. Na istim je igrama bio i trenerom američke reprezentacije.
Sudjelovao je na hokejaškom turniru na OI 1956. u Melbourneu, igrajući za reprezentaciju SAD-a. SAD su izgubile sve 3 utakmice u prvom krugu, u skupini "A" te utakmicu za poredak od 9. – 12. mjesta. Zauzele su zadnje, 12. mjesto. Orban je odigrao četiri susreta. Na istim je igrama bio i trenerom američke reprezentacije.
Igrao je za Downtown Athletic Club.

## Vanjske poveznice
- Profil na Sports-Reference.com  Arhivirana inačica izvorne stranice od 3. ožujka 2012. (Wayback Machine)